# Skyline Plaza
 (août 2019).
Si vous disposez d'ouvrages ou d'articles de référence ou si vous connaissez des sites web de qualité traitant du thème abordé ici, merci de compléter l'article en donnant les références utiles à sa vérifiabilité et en les liant à la section « Notes et références ».
 (mars 2023).
Le Skyline Plaza est un centre commercial composé de 170 boutiques et restaurants, situé à Francfort-sur-le-Main.Il a été construit par le duo d'architectes  Petra Bittkau  & Prof. Dr.-Ing.Friedrich Bartfelder